# Коппер-Гілл (Аризона)
Коппер-Гілл (англ. Copper Hill) — переписна місцевість (CDP) в США, в окрузі Гіла штату Аризона. Населення — 158 осіб (2020).

## Географія
Коппер-Гілл розташований за координатами 33°26′0″ пн. ш. 110°44′55″ зх. д. / 33.43333° пн. ш. 110.74861° зх. д. (33.433316, -110.748494).  За даними Бюро перепису населення США в 2010 році переписна місцевість мала площу 19,04 км², з яких 19,03 км² — суходіл та 0,00 км² — водойми.

## Демографія
Згідно з переписом 2010 року, у переписній місцевості мешкало 108 осіб у 47 домогосподарствах у складі 41 родини. Густота населення становила 6 осіб/км².  Було 63 помешкання (3/км²).
Расовий склад населення:
| - 98,1 % — білих - 1,9 % — осіб інших рас |

До двох чи більше рас належало 0,0 %. Частка іспаномовних становила 14,8 % від усіх жителів.
За віковим діапазоном населення розподілялося таким чином: 13,0 % — особи молодші 18 років, 62,0 % — особи у віці 18—64 років, 25,0 % — особи у віці 65 років та старші. Медіана віку мешканця становила 54,2 року. На 100 осіб жіночої статі у переписній місцевості припадало 103,8 чоловіків;  на 100 жінок у віці від 18 років та старших — 100,0 чоловіків також старших 18 років.
Цивільне працевлаштоване населення становило 18 осіб. Основні галузі зайнятості: науковці, спеціалісти, менеджери — 50,0 %, мистецтво, розваги та відпочинок — 50,0 %.